# MA-20 (Spanje)

De MA-20

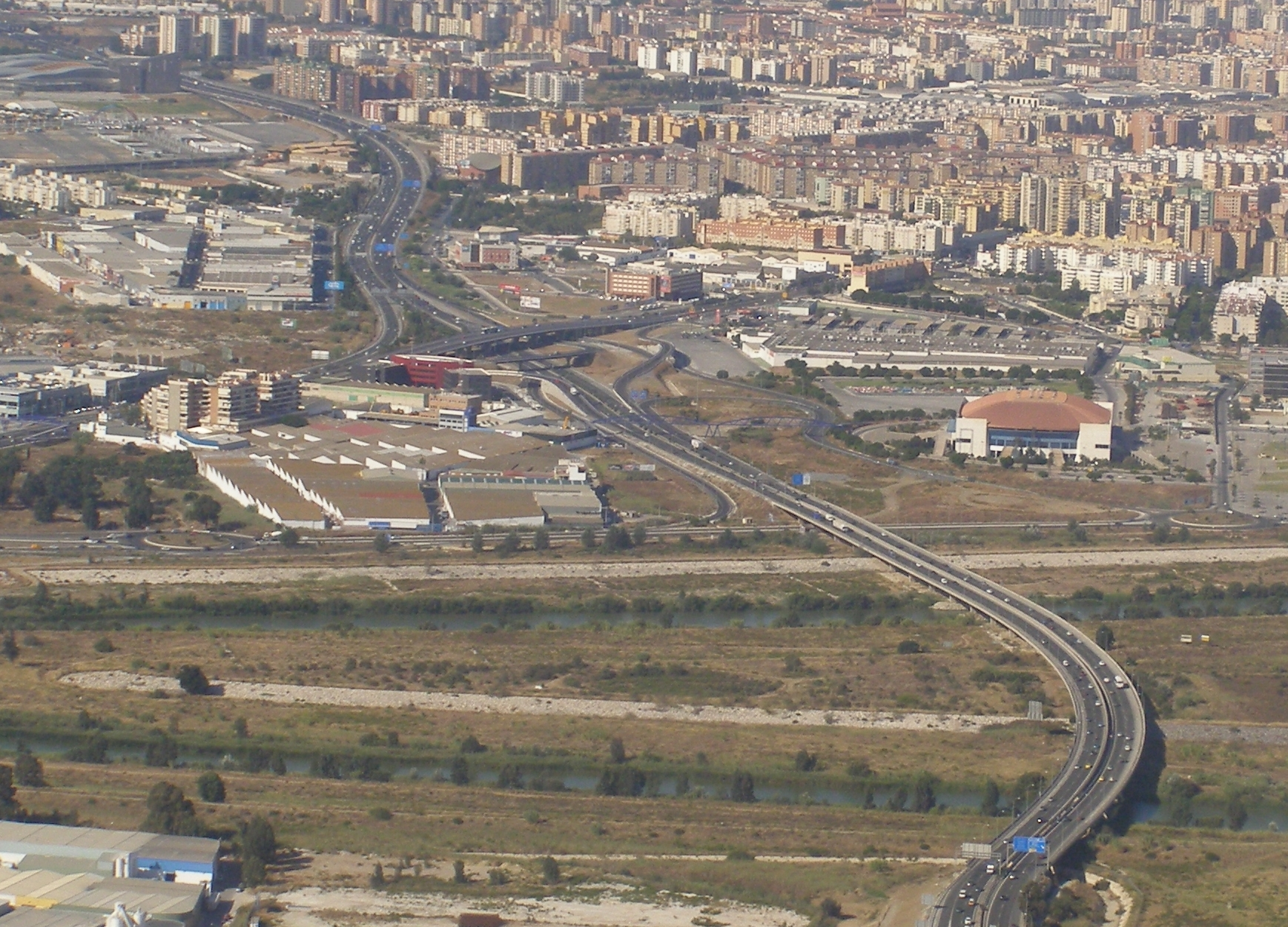
De MA-20

De MA-20 of Autovía de Circunvalación de Málaga is een autovía in Andalusië. De snelweg is 11 kilometer lang en vormt een ringweg om de stad Málaga die twee delen van de A-7 met elkaar verbindt.